# Carl Th. Dreyer - 1889-1968
Carl Th. Dreyer - 1889-1968 er en dansk portrætfilm fra 1966 med instruktion og manuskript af Jørgen Roos.

## Handling
Filmen gennemgår Carl Th. Dreyers spillefilm og lader ham selv knytte kommentarer til arbejdet med at finde et personligt præget, præcist udtryk for, hvad han ønsker at fortælle. Endvidere indeholder portrættet optagelser fra premieren på Gertrud i Paris, hvor François Truffaut, Jean-Luc Godard, Henri Langlois m.fl. udtaler sig om Dreyers betydning for filmkunsten.